# Řeč (rétorika)

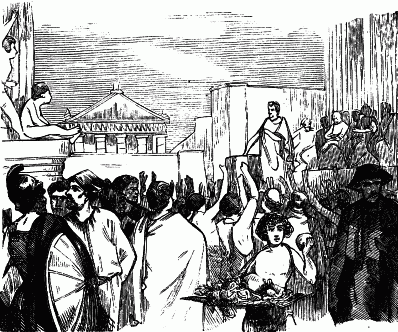
Starořímský řečník pronáší svou řeč

Veřejná řeč, projev či proslov (starořecky retra, latinsky oratio) je rétorická forma, text určený k veřejnému pronesení a mající za cíl přesvědčit posluchače o pravdě a argumentech autora (orátora).
V kultuře starého Řecka a Říma byla veřejná řeč základní formou persvaze. Autorem řeči mohl být buď samotný orátor a nebo si mohl nechat text napsat logografem.